# 薛綸
薛綸（1534年—1591年），字汝為，號幼泉，山西行都司天城衛人，軍籍，明朝政治人物。

## 生平
嘉靖四十三年（1564年）甲子科順天府鄉試第一百二十八名舉人。隆慶二年（1568年）中式戊辰科會試第二百二十二名，三甲第四十五名進士。授长安县知县，五年（1571年）擢兵部武选主事，萬曆四年（1576年）出为開封府知府，萬曆八年（1580年）二月擢陕西按察司副使，备兵定边，十一月刑科给事中张鼎思论其納贿容奸，被革职听勘，十年八月降调。萬曆十九年卒，享年五十八。葬神頭山之陽。

## 家族
曾祖薛士秀；祖父薛玘；父薛雲，母柴氏。永感下。兄薛经（监生）、弟薛纓。六子：维垣、维坤、维墀、维埏、维垓。